# Temporada da Indy Lights de 2015
A temporada de 2015 da Indy Lights foi a 30ª temporada da série de corridas de automóveis de roda aberta Indy Lights e a 14ª sancionada pela IndyCar, atuando como a principal série de suporte para a IndyCar Series. A temporada de 2015 foi a segunda promovida pela Andersen Promotions, que também promove os outros passos na Mazda Road para a Indy. Foi a primeira temporada para o Dallara IL-15, juntamente com um motor turbo de 4 cilindros Mazda MZR-R, desenvolvido pela Advanced Engine Research. 2015 foi a segunda temporada com a Cooper Tire como única fornecedora de pneus. O campeonato foi disputado em 16 corridas, iniciando em 28 de março em São Petersburgo, na Flórida, e terminando em 13 de setembro na Mazda Raceway Laguna Seca.

## Team and driver chart
- All drivers competed in Cooper Tire–shod Dallara chassis with Mazda AER engine.

| Team                         | No. | Drivers           | Rounds     |
| ---------------------------- | --- | ----------------- | ---------- |
| 8 Star Motorsports           | 8   | Scott Hargrove    | 1–2        |
| 8 Star Motorsports           | 8   | Sean Rayhall      | 4–8, 13–16 |
| Andretti Autosport           | 51  | Shelby Blackstock | All        |
| Andretti Autosport           | 83  | Matthew Brabham   | 1–3        |
| Belardi Auto Racing          | 4   | Félix Serrallés   | All        |
| Belardi Auto Racing          | 5   | Juan Piedrahita   | All        |
| Carlin                       | 11  | Ed Jones          | All        |
| Carlin                       | 14  | Max Chilton       | 1–8, 11–16 |
| Carlin                       | 14  | Nelson Piquet Jr. | 9–10       |
| Juncos Racing                | 12  | Spencer Pigot     | All        |
| Juncos Racing                | 18  | Kyle Kaiser       | All        |
| Schmidt Peterson Motorsports | 7   | RC Enerson        | All        |
| Schmidt Peterson Motorsports | 21  | Heamin Choi       | 15–16      |
| Schmidt Peterson Motorsports | 42  | Jack Harvey       | All        |
| Schmidt Peterson Motorsports | 71  | Ethan Ringel      | All        |
| Schmidt Peterson Motorsports | 77  | Scott Anderson    | All        |